# السب وازدراء الأديان
كانت جريمة السب وازدراء الأديان في الأصل جريمة يحكمها القانون العام في إنجلترا، أما اليوم فهي جريمة بموجب القانون العام في أيرلندا الشمالية، كما أنها جريمة قانونيًا في كند ونيوزيلاندا وألغيت هذه الجريمة في إنجلترا وويلز.
وتتألف هذه الجريمة من نشر مواد تعرض المسيحية كديانة للتسفيه والذم والسخرية والازدراء ويجب أن تصدم هذه المادة المسيحيين وتجعلهم يشعرون بالغضب. وهي شكل من أشكال التشهير الجنائي.

## الدفاع
في كل من كندا ونيوزيلندا ليس السب والقذف أن يعرب الإنسان، بحسن نية وبلغة لائقة أو محاولته إقامة الحجة، بحسن نية والتحدث بلغة لائقة، عن رأيه حول موضوع ديني.

## أستراليا
وتظل هذه جريمة في الولايات والأراضي الأسترالية على الرغم من قيام الاتحاد وبعض الولايات والأقاليم بإلغائها داخل مناطق ولايتها. للمزيد من التفاصيل، اطلع على قانون ازدراء الأديان في أستراليا.

## كندا
كان القانون الجنائي الكندي يعد ازدراء الأديان جريمة وفقًا للمادة 296(1)، وهي المادة التي جرى إلغائها في ديسمبر 2018 بعد اعتماد مشروع القانون C-51 لإلغاء مادة «إزدراء الأديان» بالإضافة إلى مواد أخرى اعتُبرت غير دستورية أو عفا عليها الزمن.
تاريخيًا، دارت آخر محاكمة حول تهمة ازدراء الأديان في عام 1935 في أر ضد راهارد 1936 3 D.L.R. 230 (أمام جلسات محكمة الصلح في الكيبيك). وفي هذه القضية تبنت المحكمة حجة النيابة ي. ج. ميرفي التي عرضها بقضية أر.. ضد سبيري (غير مبلغ عنها) 1926. حيث عرض السيد ميرفي القضية بالطريقة التالية:
والسؤال هو: هل اللغة المستخدمة يقصد منها إهانة المشاعر والقناعات الدينية لدى الغالبية العظمى من الأشخاص الذين نعيش بينهم؟ وإن كان كذلك، فإنه لا يمكن التسامح في ذلك بعد الآن حيث إن مضايقة الآخرين لا يمكن التسامح فيها. ولا يجب علينا ان نقوم بأفعال تؤدي إلى غضب الشعور العام للجماهير والناس الذين نحيا بينهم.
وفي قضية راهارد، وجدت المحكمة أن القس فيكتور راهارد القس بالكنيسة الإنجيلية أنه مُدان في قضايا السب وازدراء الأديان من خلال ما قام به من التشهير بالكنيسة الكاثوليكية الرومانية.
أخذت المحكمة عبارات «المحسوبة والتي يُقصد منها إهانة المشاعر والمعتقدات الدينية المتجذرة لدى الغالبية العظمى من الأشخاص الذين نحيا بينهم» من تلخيص اللورد كوليردج في قضية أز ضد برادلاف (1883) 15 قضايا كوكس الجنائية 217 في 230.
ر. ضد ساينت مارتين (1933) 40 القس دي جور 411 استشهد بهذه القضية كذلك في قضية ر. ضد راهارد Cf. ر. ضد كينلز (1925) 63 كيو إس. سي. 483
لأن التكفير يبدو أنه جريمة عفا عليها الزمن في كندا وأن أهل كندا بدلاً من ذلك يشتكون من خطابات الكراهية. ويمنع القانون الجنائي الكندي خطابات الكراهية التي تستهدف «مجموعة محددة» تتضمن مجموعة دينية. ولدى المقاطعات والأقاليم في كندا لجان لحقوق الإنسان أو المحاكم التي تمنح تعويضًا في قضايا خطابات الكراهية.

### الدفاع
كانت تنص المادة 296(3) من القانون الجنائي قبل إلغائها على:
لن تتم إدانة أي شخص بجريمة بموجب هذا القسم نتيجة التعبير عن رأي حول موضوع ديني بحسن نية وبلغة لائقة، أو لمحاولة إقامة الحجة حول هذا الموضوع بحسن نية وبلغة لائقة.
وهناك نص فرنسي لهذا الحكم له نفس الوثوقية.

## جمهورية أيرلندا
في جمهورية أيرلندا، §13 يقرر قانون التشهير عقوبات لعام 1961 على التشهير وإزدراء الأديان لكنه لم يعرف الجريمة. وكانت أول دعوى منذ دستور 1937 كانت في عام 1999 عندما قضت المحكمة العليا بأن الدستور قد ميز بين جريمة القانون العام للسب والقذف وبناءً على ذلك «لا يمكن تحديد أركان جريمة ازدراء الأديان». ويعرف قانون التشهير لعام 2009 جريمة جديدة «نشر أو قول يتعلق بمسألة إزدراء الأديان», وهذا ضروري بموجب المادة 40.6.1.i. من الدستور والتي تنص على «يعتبر نشر أو قول كلام إزدراء أديان جريمة توجب العقوبة وفقًا للقانون».

## نيوزيلندا
في نيوزيلندا يعتبر نشر ما هو ازدراء للأديان جريمة بموجب المادة 123 من القانون الجنائي لعام 1961. وأقصى عقوبة هي السجن لمدة عام. ولا يمكن محاكمة أحد دون موافقة النائب العام.

### الدفاع
تنص المادة 123(3) من القانون الجنائي لعام 1961 على:
لا يعد التعبير عن أي رأي حول أي موضوع ديني بحسن نية وبلغة لائقة، أو محاولة إقامة الحجة حول هذا الموضوع بحسن نية وبلغة لائقة أمرًا مخالفًا لهذا القسم.

### إنجلترا وويلز
في إنجلترا وويلز، تم إلغاء الجريمة من القانون العام أي جريمة ازدراء الأديان في 8 يوليو 2008 عن طريق قانون العدالة الجنائية والهجرة لعام 2008، بقانون الكراهية العنصرية والدينية لعام 2006.

### أيرلندا الشمالية
تخضع جريمة ازدراء الأديان للقانون العام في أيرلندا الشمالية.
وتكون جريمة بموجب المادة 7 من قانون ازدراء الأديان 1843.
انظر أيضًا قانون التشهير الجنائي 1819 وقانون التشهير 1792 والمادة 8 من قانون التشهير المعدل 1888.